# Relaciones Chile-Honduras

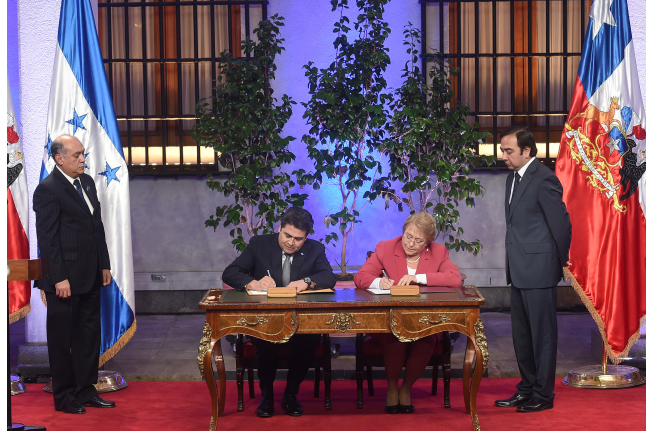
Firma de acuerdos entre presidentes de Chile, Michelle Bachelet, y de Honduras, Juan Orlando Hernández, en 2015

Las relaciones Chile-Honduras son las relaciones internacionales entre la República de Chile y la República de Honduras, ambos países de Hispanoamérica.

## Historia
Tanto Chile como Honduras comparten nexos históricos y socioculturales, al haber sido ambos territorios parte del Imperio español hasta sus respectivos procesos de independencia. 
Las relaciones entre ambos países como repúblicas soberanas se remonta a la segunda mitad del siglo XIX. El primer antecedente relativo a algún convenio suscrito entre Chile y Honduras se remonta al 16 de mayo de 1870, referido al canje de publicaciones literarias, signado entre el canciller chileno Miguel Luis Amunátegui y el misnitro residente de Honduras, Julio Villafañe. En 1942, el gobierno hondureño condecoró al presidente chileno Juan Antonio Ríos con la Gran Cruz de Morazán, en testimonio de las relaciones cordiales entre ambas naciones.
Ambos países han suscrito acuerdos en materia de cooperación científica y técnica (1981 y 1983), promoción y protección recíproca de inversiones (1996) y exención de visas diplomáticas y oficiales (2001). En 2008, se suscribió el Protocolo Bilateral Chile-Honduras al tratado de libre comercio entre Chile y Centroamérica. Ese mismo año se conformó una comisión binacional de relaciones bilaterales, a través de un memorándum de entendimiento.
En 2009, el gobierno de Chile en un comunicado del ministerio de Relaciones Exteriores señaló que el golpe de Estado en Honduras «violenta el orden constitucional en esa República y que adicionalmente contraviene de manera flagrante las disposiciones de la carta de la OEA y sus instituciones fundamentales». La mandataria Michelle Bachelet recibió al depuesto presidente hondureño Manuel Zelaya en Santiago de Chile el 13 de agosto de ese año, expresándole su reconocimiento como «presidente democráticamente electo por los hondureños».
En 2012, el gobierno chileno envió un equipo de peritos a Honduras para cooperar en las labores de identificación de las víctimas del incendio en la granja penal de Comayagua. En el ámbito de la cooperación militar, las Fuerzas Armadas de Honduras cuentan con oficiales egresados de ramas militares y policiales chilenas; de hecho, Honduras tiene un contingente militar bajo la bandera chilena en la Misión de Estabilización de las Naciones Unidas en Haití, y desde 2014, el Ejército de Chile participa en el Programa de Cooperación en Defensa para Centroamérica y el Caribe, dirigido por la Subsecretaría de Defensa de Chile, bajo coordinación militar del Estado Mayor Conjunto.

### Visitas oficiales
En noviembre de 1945, el presidente chileno Juan Antonio Ríos, en el marco de una gira continental, fue recibido en Honduras por su par Tiburcio Carías Andino. Trece años más tarde, el mandatario hondureño Ramón Villeda Morales realizó una visita oficial a Chile, donde fue condecorado con la Gran Cruz de la Orden al Mérito Bernardo O'Higgins.
En mayo de 2015, el presidente hondureño Juan Orlando Hernández realizó una visita oficial a Chile, y dos años después, en agosto de 2017, la presidenta chilena Michelle Bachelet correspondió el gesto con una visita de Estado a Honduras, donde suscribió junto al presidente Hernández memorandos de entendimiento en materia de minería y de cooperación medioambiental y cambio climático.

## Relaciones comerciales

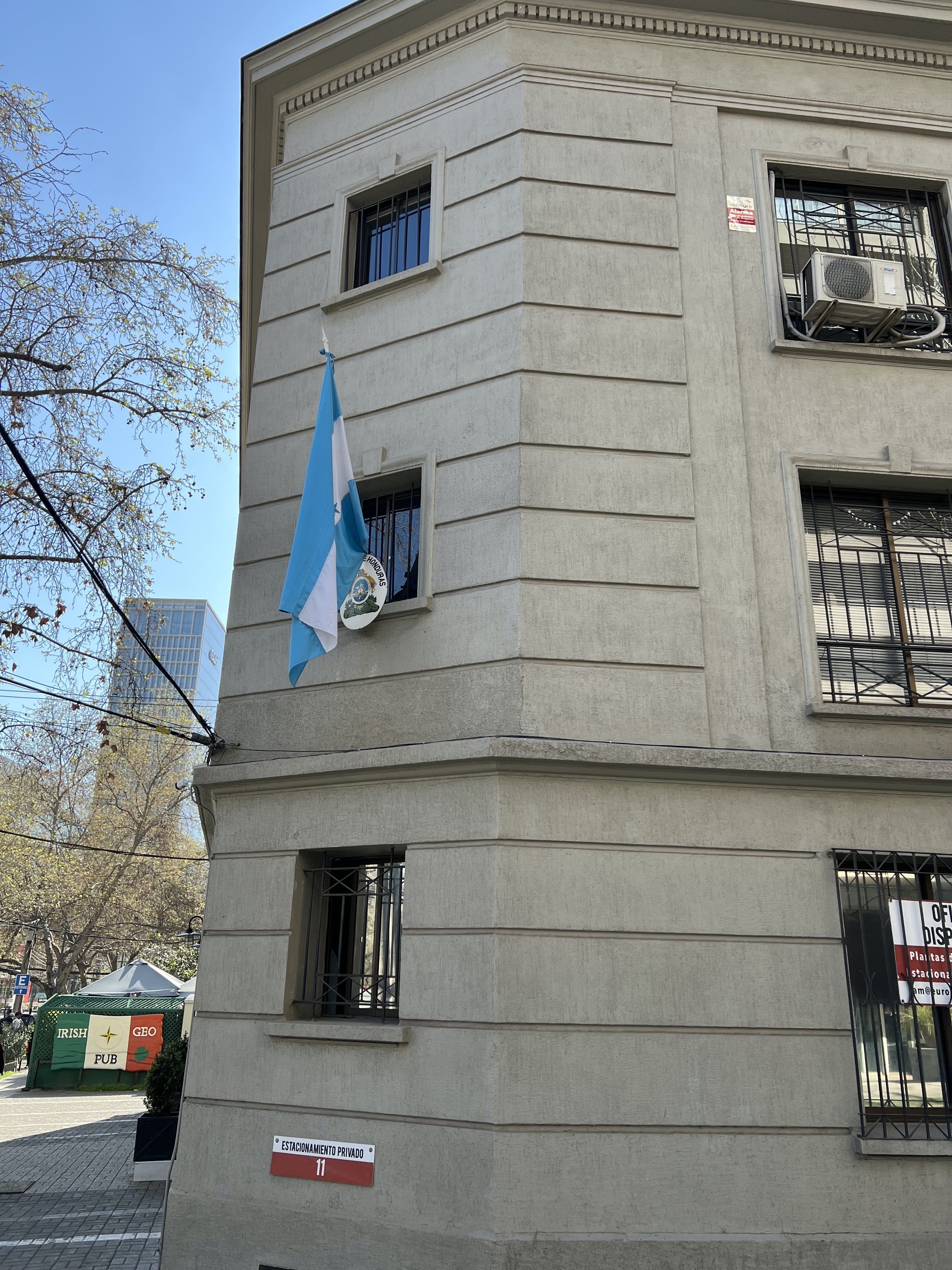
Embajada de Honduras en Santiago de Chile

Las relaciones económico-comerciales entre Chile y Honduras se rigen por el Tratado de Libre Comercio (TLC) entre Chile y Centroamérica establecido en 2002 y el protocolo bilateral con Honduras  en materia de desgravación arancelaria vigente desde 2008. Los principales productos chilenos exportados a Honduras son preparaciones alimenticias, preparaciones compuestas no alcohólicas y uvas, mientras que Honduras exporta principalmente a Chile prendas de vestir, polietileno, desechos y desperdicios de cartón.
En 2023, el intercambio comercial entre ambos países ascendió a los 60,2 millones de dólares estadounidenses, lo que supuso un 3,4% de crecimiento promedio anual en los últimos cinco años. Los principales productos exportados por Chile fueron preparaciones alimenticias y cartulinas, mientras que Honduras exportó mayoritariamente azúcar de caña y prendas de vestir.

## Misiones diplomáticas
- Chile tiene una embajada en Tegucigalpa.[12]
- Honduras tiene una embajada en Santiago de Chile.[13]